# Manubhai Shah
Manubhai Mansukhlal Shah (Malayalam: മനുഭായ് ഷാ; * 1. November 1915 in Wadhwan, Surendranagar Dudhrej, Kathiawar, Britisch-Indien; † 2000 in Neu-Delhi) war ein indischer Politiker des Indischen Nationalkongresses (INC).

## Leben
Manubhai Shah, Sohn von Mansukhlal Shah und dessen Ehefrau B. Surendranagar, absolvierte nach dem Besuch des Baroda College ein Chemiestudium am Institute of Chemical Technology in Bombay, das er mit einem Bachelor in Science (B.S. Chemistry, B.S. Technology) abschloss. Nach der Unabhängigkeit Indiens wurde er 1948 Mitglied der Legislativversammlung des Staates Saurashtra, der er bis 1956 angehörte. Zugleich war er von 1948 bis 1956 in den Kabinetten der Chief Minister Uchharangray Navalshankar Dhebar (1948 bis 1954) sowie Rasiklal Umedchand Parikh (1954 bis 1956) Minister für Industrie, Finanzen und Planung in der Staatsregierung von Saurashtra. 
Am 3. April 1956 wurde Shah für den Indischen Nationalkongress INC erstmals Mitglied der Rajya Sabha, des Oberhauses des indischen Parlaments (Bhāratīya saṃsa), und gehörte diesem zunächst bis zum 12. März 1957 an. Er war von 1956 bis 1957 Staatsminister für Schwerindustrie im Ministerium für Handel und Industrie. Bei der Wahl zwischen dem 24. Februar 1957 und dem 15. März 1957 wurde er erstmals zum Mitglied der Lok Sabha gewählt, des Unterhauses des indischen Parlaments, und vertrat in diesem nach seiner Wiederwahl bei der Wahl vom 19. bis 25. Februar 1962 bis zur Wahl vom 15. bis 21. Februar 1967 den im heutigen Bundesstaat Gujarat liegenden Wahlkreis Jamnagar. 
Manubhai Shah fungierte im dritten Kabinett von Premierminister Jawaharlal Nehru vom 17. April 1957 bis zum 2. April 1962 als Staatsminister für industrielle Entwicklung und Schwerindustrie im Ministerium für Handel und Industrie. Im darauf folgenden vierten Kabinett Nehru bekleidete er zwischen dem 2. April 1962 und dem 9. Juni 1964 den Posten als Minister für industrielle Entwicklung und internationalen Handel. Im ersten Kabinett von Premierministerin Indira Gandhi übernahm er am 24. Januar 1966 das Amt als Handelsminister und bekleidete dieses bis zum 12. März 1967, woraufhin Dinesh Singh seine Nachfolge antrat. Am 3. April 1970 wurde er abermals Mitglied der Rajya Sabha, in der er nunmehr für den INC bis zum 2. April 1976 die Interessen des Bundesstaates Gujarat vertrat. Nach seinem Rückzug aus der Politik unterrichtete er als Professor für Technische Chemie an der nach Vallabhbhai Patel benannten Sardar Patel University.
Aus seiner am 10. Oktober 1945 geschlossenen Ehe mit Vidyaben Shah gingen drei Söhne und eine Tochter hervor.